# 王仁 (儒学学者)
王仁（韓語：왕인，？—？），四世纪儒家学者，傳說于應神天皇在位時從百濟前往日本，在當地傳播了漢字和儒教。一些學者質疑此人的真實性。此人的名字在《日本書紀》上的寫法是王仁，《古事記》則寫成和邇吉師。他的祖父爲中國出身百濟渡來人。

## 漢文典籍和儒教
朝鮮半島方面的書籍記載找不到能跟王仁對應的人物，有關其記述只存在於日本方面的《古事記》、《日本書紀》和《續日本紀》三本書，記載各如下：

### 古事記
根據《古事記》，王仁是由百濟進貢給日本的賢者。
- 文：「百濟國 若有賢人者貢上 故 受命以貢上人名 和邇吉師 即論語十卷 千字文一卷 并十一卷付是人即貢進（此和邇吉師者、文首等祖）
- 譯：（應神天皇）命令百濟國：「如百濟有賢人，立即貢上。」而（百濟）所進貢之賢人，其名叫「和邇吉師」。又附論語十卷、千字文一卷共計十一卷一併獻上。

### 日本書紀
根據《日本書紀》，王仁受學者阿直岐之薦，從應神天皇之邀而舶來，為歸化日本之學者。據《古事記》王仁獻《論語》、《千字文》與日本，儒教與漢字亦被認為是藉此傳至日本。（注意：《日本書紀》並沒有宣稱王仁帶進《論語》、《千字文》，這是依照『古事記』所補充的。蓋因《日本書紀》編纂者考察現行之《千字文》尚未成立，遂刪之）然而，《千字文》在王仁來日之時尚未定稿，（按，今傳千字文為六世紀梁朝人周興嗣所作。而王仁索引入之千字文者，當為三世紀魏學者所作，今已被六世紀所作者取代；或者只是一般的習字書籍，而訛傳為千字文。）是以藉此記述認定王仁是否實際存在亦有疑慮，有一種說法是當時多名歸化學者的事蹟在《日本書紀》及《古事記》編寫時被歸到同一人身上，所以有人說王仁的原型是百濟漢人王辰爾或王宇志。

### 續日本紀
根據《續日本紀》，左面大史、正六位上的文忌寸最弟、武生真象以王仁子孫的身份上奏桓武天皇，表示其祖先王仁乃劉邦的後裔（出身山東瑯琊）。因王仁在漢末至樂浪郡避亂，然後前往百濟並改姓王姓。若此記述為真，王仁可能是313年樂浪郡滅亡時亡命至百濟的樂浪王氏的一員（王氏是樂浪大姓）。他在日本的後人是西文氏，掌管文字與文書起草，他與另一學者王辰爾有關。

### 古語拾遺
根据齋部廣成的說法，王仁與阿知使主管出納。

## 韓國的王仁
在韓國，王仁被視作傳達文化給日本之韓國人。其初中所用的國定歷史教科書記述「王仁傳給日本進步的文化」。然而，實際的韓國史書三國史記與三國遺事之中，並未發現王仁或與王仁為同一人物之人的記述。是以關乎王仁之事，只得藉由《日本書紀》、《古事記》、《續日本紀》之記述察之。但韓國人對只能在《日本書紀》中尋獲之王仁記述極力讚揚，卻同時否定同樣只能在《日本書紀》中尋獲之任那相關敘述。不過，一般認為王仁是五世紀時被日本掠奪的漢人學者。

## 古今和歌集的假名序上被視為王仁作品的和歌
- 文言譯：花咲押照難波津　隆冬已過今為春　綻放咲之此花矣
- 現代漢語譯：在難波津 此花開放 冬天过去 現已是春 此花開放

## 外部連結
- （日語）傳王仁墓的案内 （页面存档备份，存于）（大阪府枚方市）
- （日語）古今和歌集 假名序 紀貫之 （页面存档备份，存于）